# Okilani Tinilau
Okilani Tinilau (Nukulaelae, 2 januari 1989) is een Tuvaluaanse atleet en voetballer. Hij is gespecialiseerd in de sprint; op de 100 m heeft hij meegedaan aan verschillende grote toernooien. Ook is hij meervoudig Tuvaluaans recordhouder.
Tinilau maakte tevens deel uit van de nationale selectie bij het laatste grote toernooi, de Pacific Games 2011, dat het Tuvaluaans voetbalelftal speelde. Tinilau is meervoudig international, hij heeft drie wedstrijden op zijn naam staan.

## Atletiek
Okilani maakte bij de Olympische Spelen 2008 in Peking deel uit van de eerste (driekoppige) Tuvaluaanse selectie. Tijdens deze Spelen kwam hij uit op de 100 m sprint. Hij werd op drie na laatste, maar verbeterde met 11,48 s wel het Tuvaluaans record.
In de daaropvolgende jaren heeft Tinilau driemaal deelgenomen aan de wereldkampioenschappen atletiek, waar hij eveneens in de achterhoede eindigde.

### Persoonlijke records
Outdoor
| Onderdeel          | Prestatie                      | Datum           | Plaats     |
| ------------------ | ------------------------------ | --------------- | ---------- |
| 100 m              | 11,44 s (+1,2 m/s) (nat. rec.) | 21 juni 2011    | Apia       |
| 200 m              | 23,73 s (nat. rec.)            | 6 augustus 2009 | Gold Coast |
| verspringen        | 7,02 m (-0,6 m/s) (nat. rec.)  | 23 juni 2011    | Apia       |
| hink-stap-springen | 13,61 m (-1,1 m/s) (nat. rec.) | 22 juni 2011    | Apia       |

### Palmares

#### 100 m
- 2008: 77e OS - 11,48 s
- 2009: 82e WK - 11,57 s
- 2011: 24e in voorronde WK - 11,58 s
- 2013: 24e in voorronde WK - 11,57 s

#### verspringen
- 2011: 5e South Pacific Games - 6,68 m
- 2011:  Oceanische kamp. Regio West - 7,02 m

### hink-stap-springen
- 2011:  Oceanische kamp. Regio West - 13,61 m

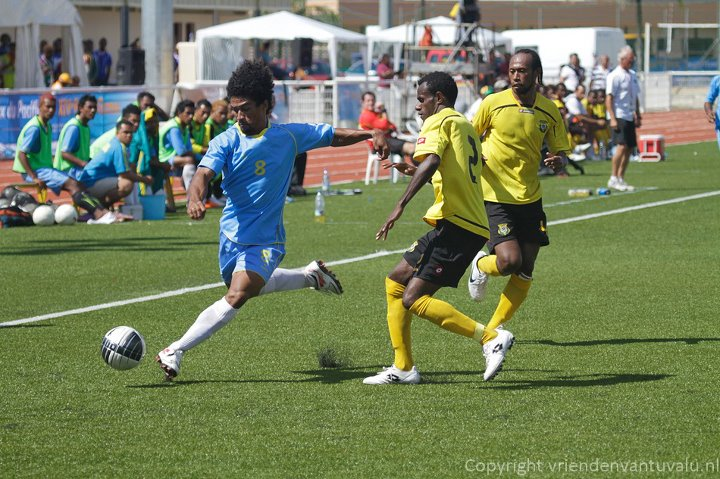
Okilani in actie tegen Vanuatu

## Voetbal
In 2011 speelde Okilani voor het Tuvaluaans voetbalelftal tijdens de Pacific Games 2011. Dat team werd toen tijdelijk gecoacht door Foppe de Haan. Hij speelde drie wedstrijden, waarbij één keer als invaller. Hij speelde de wedstrijden als middenvelder. Alle wedstrijden waarin hij speelde werden verloren.
Okilani speelt ook in de Tuvaluaanse voetbalcompetities. Hij komt uit voor FC Manu Laeva. Zijn broer Soseala Tinilau is scheidsrechter bij de Tuvaluaanse voetbalcompetitie.
Bij de NBT Cup in 2012 werd hij topscorer met 5 doelpunten.

## Erelijst

### Persoonlijke prijzen
- Topscorer NBT Cup: 2012

1 Sieni ·
2 Pokia ·
3 Tofuola ·
4 Timuani ·
5 Takataka ·
6 Penisula ·
7 Liva ·
8 Tinilau ·
9 Tiute ·
10 Lepaio ·
11 Panapa ·
12 Petoa ·
13 Stanley ·
14 Sogivalu ·
15 Ofati ·
16 Selau ·
17 Ale ·
18 Petaia ·
19 Lima'alofa ·
20 Okelani ·
24 Tapasei ·
Coach: De Haan